# Comando de Aeródromo E 42/IV
El Comando de Aeródromo E 42/IV (Flieger-Horst-Kommandantur E 42/IV) fue una unidad de la Luftwaffe durante la Segunda Guerra Mundial.

## Historia
Fue formado en octubre de 1942 (?) en Finsterwalde, pero fue renombrado como Comando de Aeródromo A 222/XII poco después.

## Comandantes
- Teniente coronel Fritz Gröning – (octubre de 1942)

## Servicios
- octubre de 1942: en Finsterwalde.